# Buck Showalter
William Nathaniel „Buck“ Showalter (* 23. Mai 1956 in DeFuniak Springs, Florida) ist ein ehemaliger US-amerikanischer Baseballspieler und Baseballmanager in der Major League Baseball (MLB).

## Biografie
Seine Karriere als Baseballspieler begann Showalter im Collegebaseball bei der Mississippi State University, wo er auch als All American ausgezeichnet wurde. In der fünften Runde des Drafts von 1977 wurde er von den New York Yankees verpflichtet und verbrachte sieben Jahren in den verschiedenen Minor League Clubs der Yankees. Den Sprung in die MLB gelang Showalter trotz guter Leistungen nicht, da auf seiner Position des First Baseman an der Yankees-Legende Don Mattingly nicht vorbeikam.
1985 begann seine Karriere auf der Managerposition in den Minor Leagues, bevor er 1990 in den Trainerstab der Yankees aufstieg. Nach der Entlassung von Stump Merrill 1992 übernahm Showalter das Amt des Managers bei den Yankees. In der Streiksaison 1994 hatten die Yankees die beste Bilanz aller MLB-Teams und Showalter wurde zum Manager des Jahres in der American League gewählt. Auseinandersetzungen mit Yankees-Besitzer George Steinbrenner führten zur Trennung 1995, obwohl das Team in diesem Jahr erstmals seit 1981 wieder die Playoffs erreicht hatte. Im folgenden Jahr gewannen die Yankees unter Joe Torre die World Series.
Zwei Jahre vor ihrem Ligadebüt 1998 nahmen die Arizona Diamondbacks Showalter unter Vertrag. Auch hier war er drei Jahre tätig. Kurioserweise gewannen die Diamondbacks genau wie die Yankees ein Jahr nach Showalters Abschied die World Series.
Nach einem Zwischenspiel als Baseball-Analyst bei ESPN unterzeichnete Showalter am 11. Oktober 2002 einen Vertrag bei den Texas Rangers. Diese führte er von einem sehr schwachen Team in der Saison 2004 zu einem Playoffanwärter, welches ihm erneut den Titel des Managers des Jahres einbrachte.